# Wacław Jaruzelski
Wacław Jaruzelski herbu Ślepowron (ur. ok. 1660, zm. 1706) – towarzysz chorągwi husarskiej, porucznik, stolnik nowogrodzki, stolnik bielski, chorąży bielski, poseł.

## Życiorys
Urodził się ok. 1660 w polskiej rodzinie szlacheckiej Jaruzelskich herbu Ślepowron osiadłej w ziemi drohickiej na Podlasiu. Był jednym z trzech synów Tomasza i Anny z Postupalskich. 
W 1683 zaciągnął się jako towarzysz do chorągwi husarskiej starosty brańskiego Stefana Branickiego. Z tą formacją wziął udział w wojnie z Turcją, walczył w bitwach pod Wiedniem i Parkanami. W 1690 został mianowany porucznikiem macierzystej chorągwi i jej deputatem. W latach 1702–1705 był dowódcą chorągwi husarskiej koronnej wojewody podlaskiego Stefana Branickiego, w randze pułkownika. Był stolnikiem nowogrodzkim (1681–1687), stolnikiem bielskim (1687–1691) a w latach 1691–1705 chorążym bielskim.
Na Podlasiu znano go i ceniono nie tylko jako żołnierza ale i polityka, działacza sejmików szlacheckich. W latach 1688–1689, 1701–1702, 1703, 1704, 1705 wybierano go posłem z województwa podlaskiego na sejm koronny. W 1691 był posłem sejmowym wojska koronnego. W 1694 wybrano go deputatem Trybunału Koronnego. Pełnił także funkcję komisarza sejmowego (1703). Należał do grona stronników króla Jana III Sobieskiego i Augusta II. Z czasem stał się oponentem rządów saskich. 

Poseł sejmiku ziemi bielskiej na sejm konwokacyjny 1696 roku. Po zerwanym sejmie konwokacyjnym 1696 roku przystąpił 28 września 1696 roku do konfederacji generalnej. Poseł na sejm 1701 roku i sejm z limity 1701–1702 roku z ziemi bielskiej. W styczniu 1702 roku podpisał akt pacyfikacji Wielkiego Księstwa Litewskiego. Poseł na sejm 1703 roku z ziemi bielskiej. 12 lipca 1704 roku podczas sejmu elekcyjnego, który odbywał się przy niewielkim udziale szlachty, w obozie otoczonym przez wojska szwedzkie Arvida Horna, Jaruzelski jako poseł podlaski apelował, wykrzykując prorocze słowa:

nie zostawiajmy potomności przykładu wyboru króla wśród obcej siły zbrojnej według woli obcego mocarstwa !!.

Mimo protestów królem obwołano, pod dyktando szwedzkie, wojewodę poznańskiego Stanisława Leszczyńskiego.
Jaruzelski posiadał majątki ziemskie: rodowe Jaruzele-Zuzołki i Zawady oraz zakupione dobra Leniewo. Był też tenutariuszem królewskich wsi Kamień i Wólka z folwarkiem Wieżanka.

## Rodzina
Żonaty z Anastazją z Kurzenieckich. Z tego związku dzieci:
- Teofila – żona Baltazara Wilgi pułkownika wojsk koronnych.
- Michał – kapitan piechoty wojsk koronnych.
- Józef – podczaszy dobrzyński
- Kazimierz
- Franciszek – towarzysz chorągwi husarskiej, chorąży, podczaszy bielski.

Zmarł przed 13 lutego 1706.